# Atractosteus tropicus
Espèce
Synonymes
- Lepisosteus tristoechus tropicus (Gill, 1863)[2]
- Lepisosteus tropicus[2]

Atractosteus tropicus (parfois nommé gaspar ou pejelagarto) est une espèce de poissons actinoptérygiens d'eau douce de la famille des Lepisosteidae. Il se rencontre dans des rivières, étangs, zones humides et lagunes depuis le sud du Mexique jusqu'au Costa Rica.

## Distribution
Depuis le sud-est du Mexique, dans la zone côtière des États de Veracruz, Tabasco et Campeche, ainsi que dans l’État du Chiapas, jusqu'en Amérique centrale. Sa distribution comprend les zones humides tropicales du littoral du Guatemala, du  Salvador, du Nicaragua et du  Costa Rica. Cette espèce est considérée comme en danger d'extinction.

## Habitat
Cette espèce habite les zones humides, les rivières et les lagunes côtières qui possèdent Proceedings of the Academy of Natural Sciences of Philadelphiaune abondante végétation flottante et où la température de l'eau varie de 18 °C durant la période froide jusqu'à 28 à 32 °C pendant la saison chaude.

## Description
Atractosteus tropicus peut mesurer jusqu'à 125 cm pour les mâles, avec un poids maximal publié de 28,9 kg. Cette espèce est considérée comme un fossile vivant, étant donné la similarité avec ses ancêtres présents il y a plus de 65 millions d'années.
Il s'agit d'un poisson omnivore dont l'alimentation se compose d'autres poissons, de matière organique en décomposition, de crustacés, ds plantes, etc.

## Publication originale
- (en) Gill, 1863 : Descriptive enumeration of a collection of fishes from the western coast of Central America, presented to the Smithsonian Institution by Captain John M. Dow. , vol. 15, p. 162-174[5] (texte intégral).